# San Francisco El Alto
San Francisco El Alto é uma cidade da Guatemala do departamento de Totonicapán.